# بيليي كولودياز (كاركيفسكا)
بيليي كولودياز (Білий Колодязь) هي مدينة في مقاطعة كاركيفسكا في أوكرانيا.
يبلغ عدد سكانها حوالي 4484 نسمة.